# فستفولد

موقع مقاطعة فستفولد في النرويج

شعار مقاطعة فستفولد

فِستفولد ((بالنرويجية: Vestfold)‏، أي الجهة الغربية لخليج أوسلو، من Vest أي الغرب، و Fold وهو الاسم القديم لخليج أوسلو) هي مقاطعة تقع بجنوب شرقي النرويج. وبخلاف العاصمة تونسبيرغ، تشمل المقاطعة العديد من المدن الصغيرة ذات الشهرة في النرويج مثل لارفيك وساندفيورد وهورتن.

## معرض صور

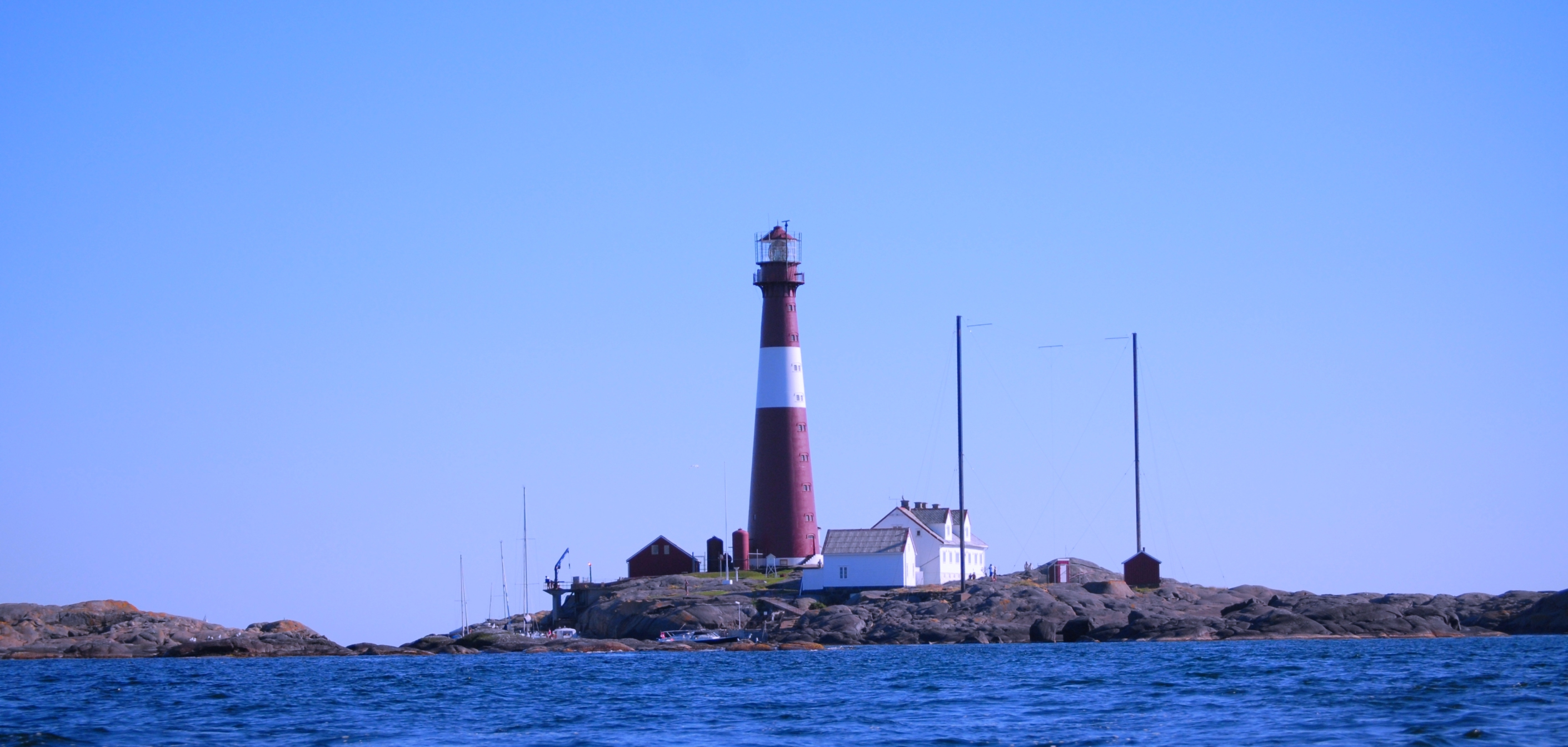
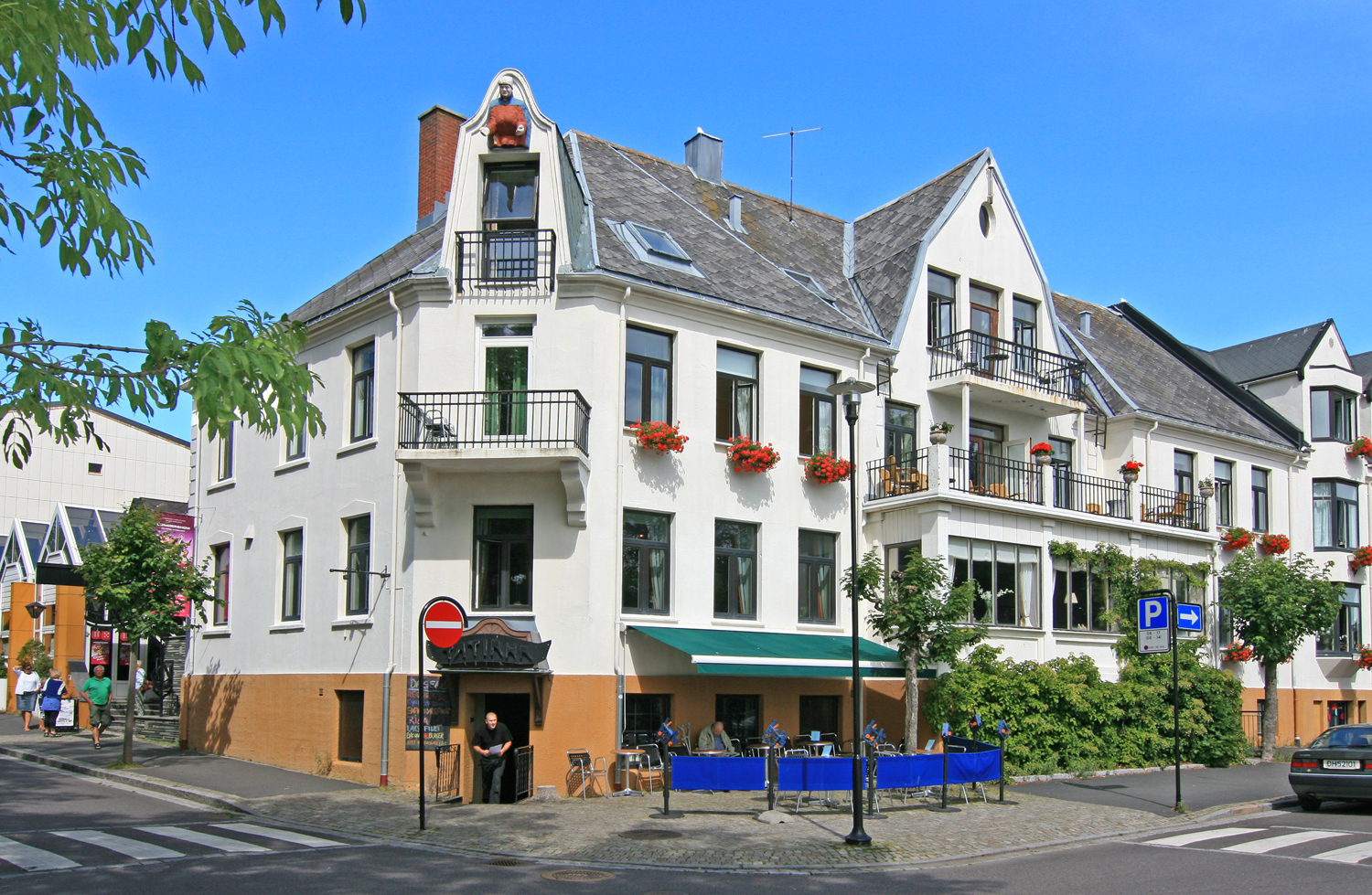
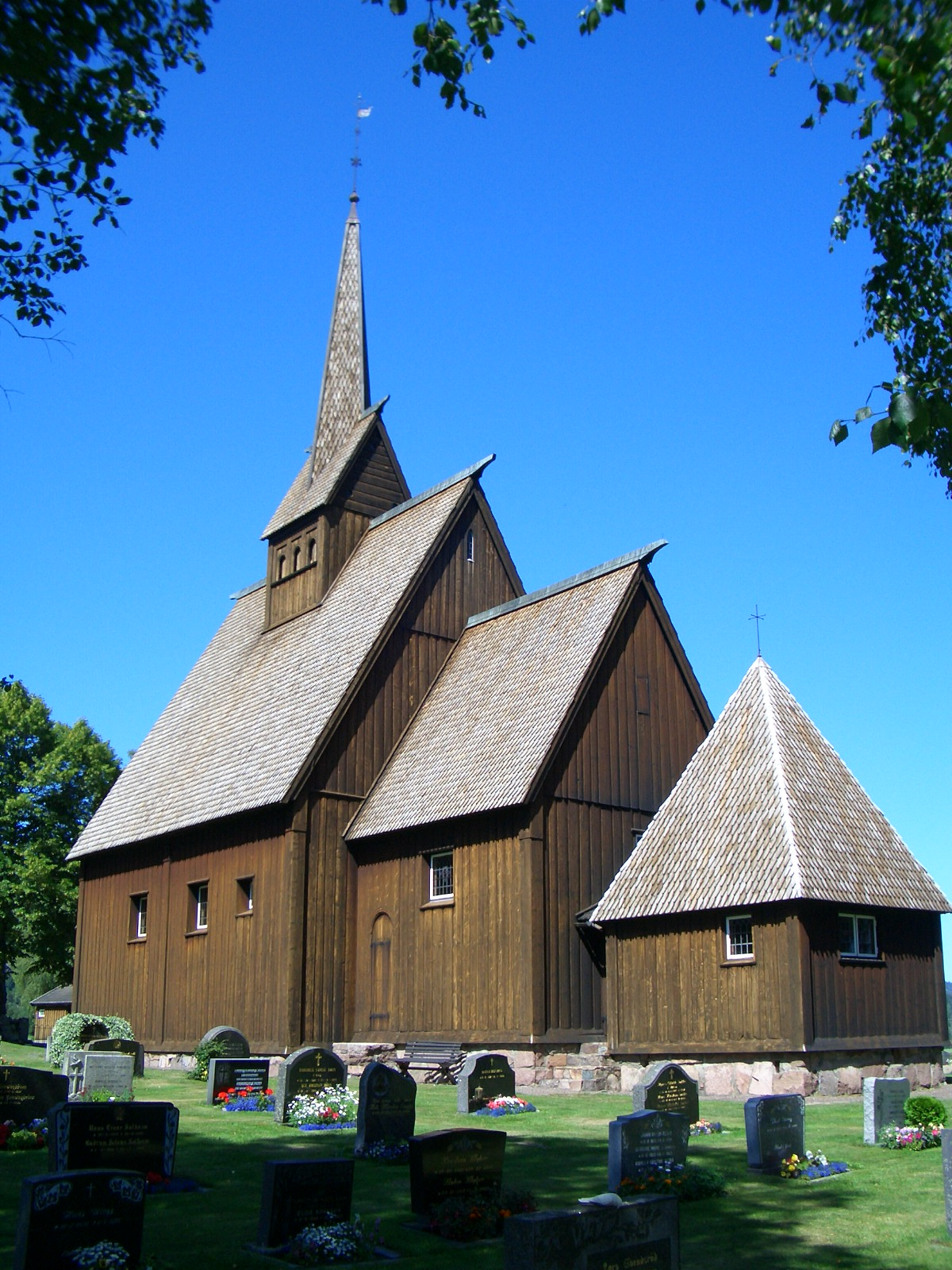
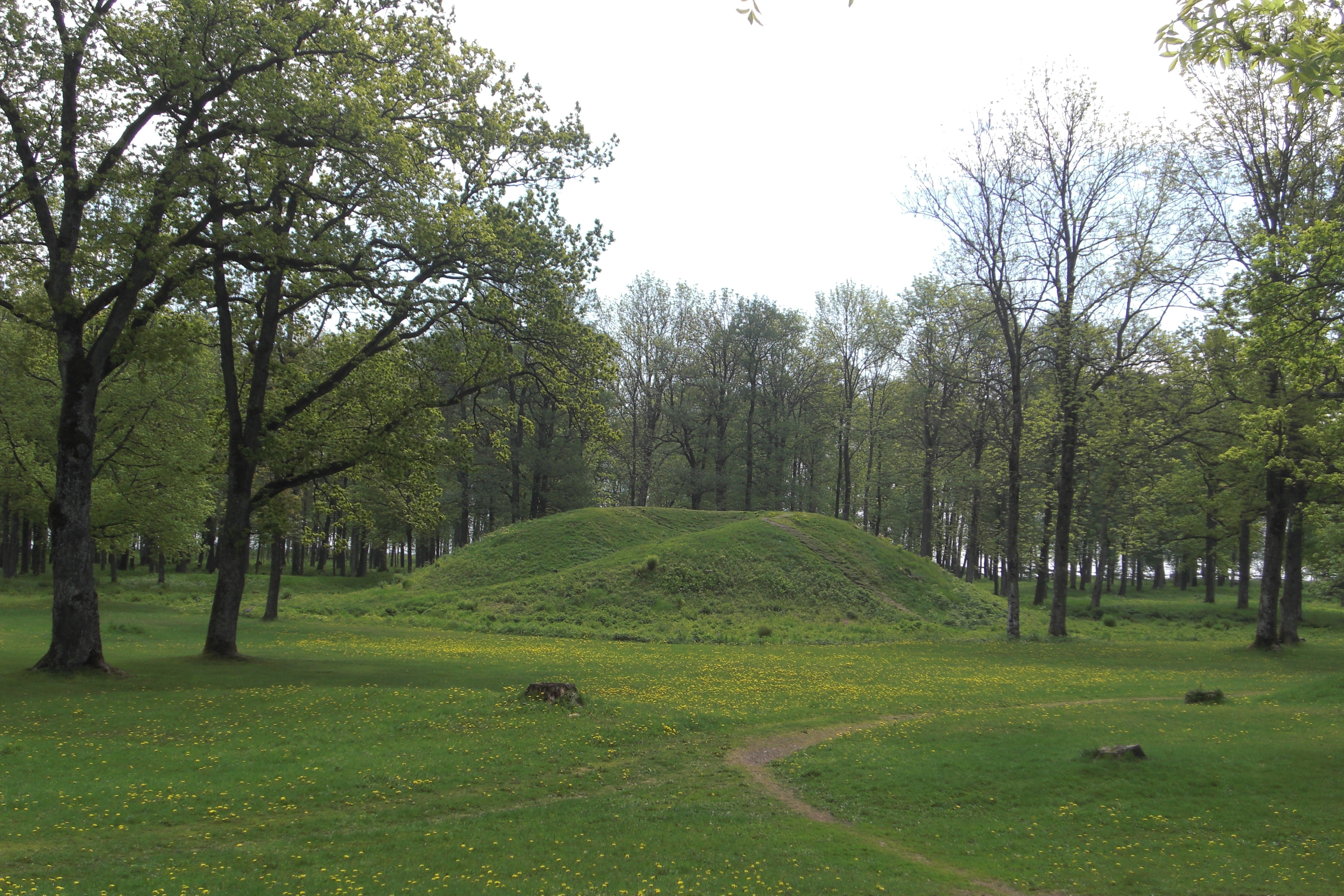
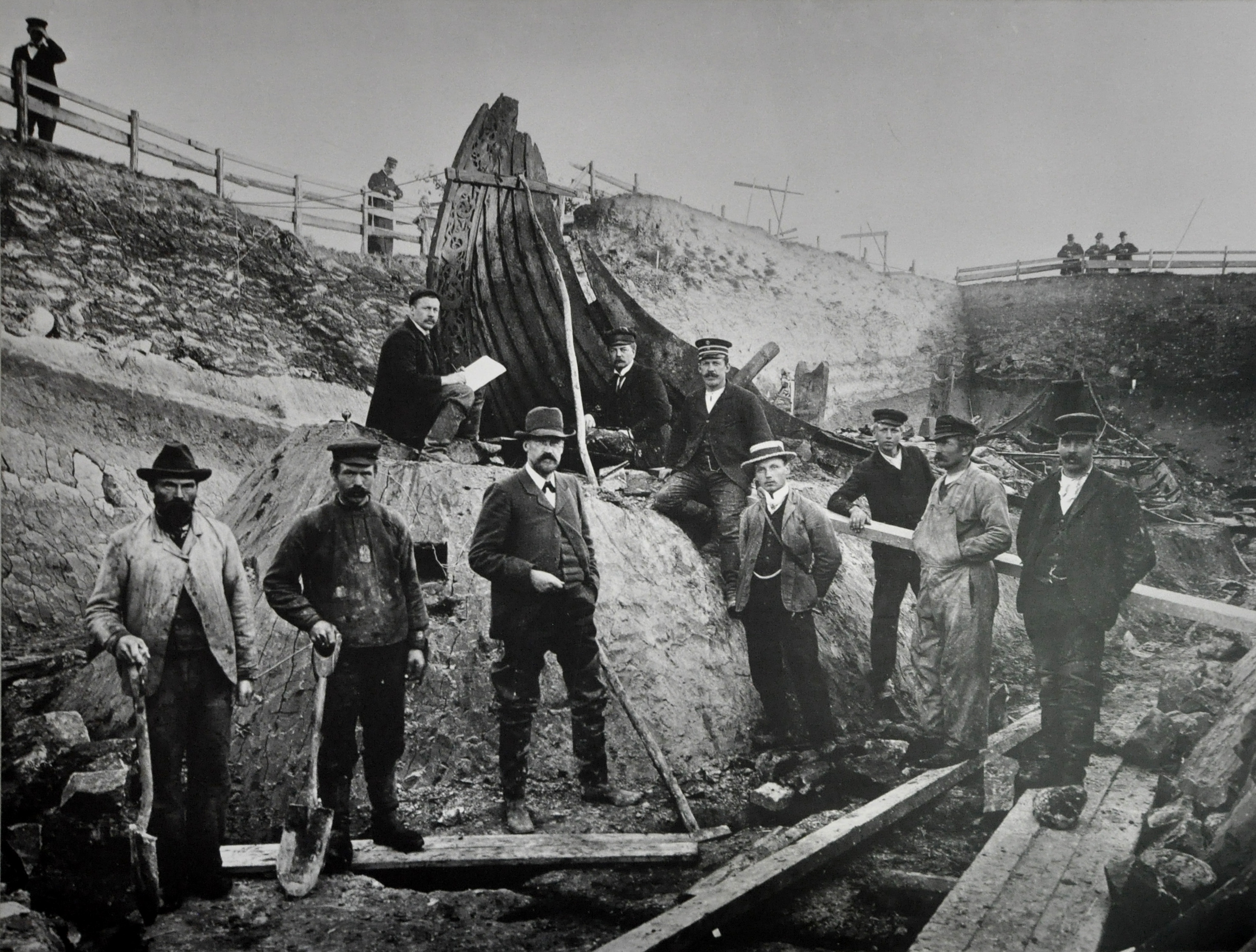
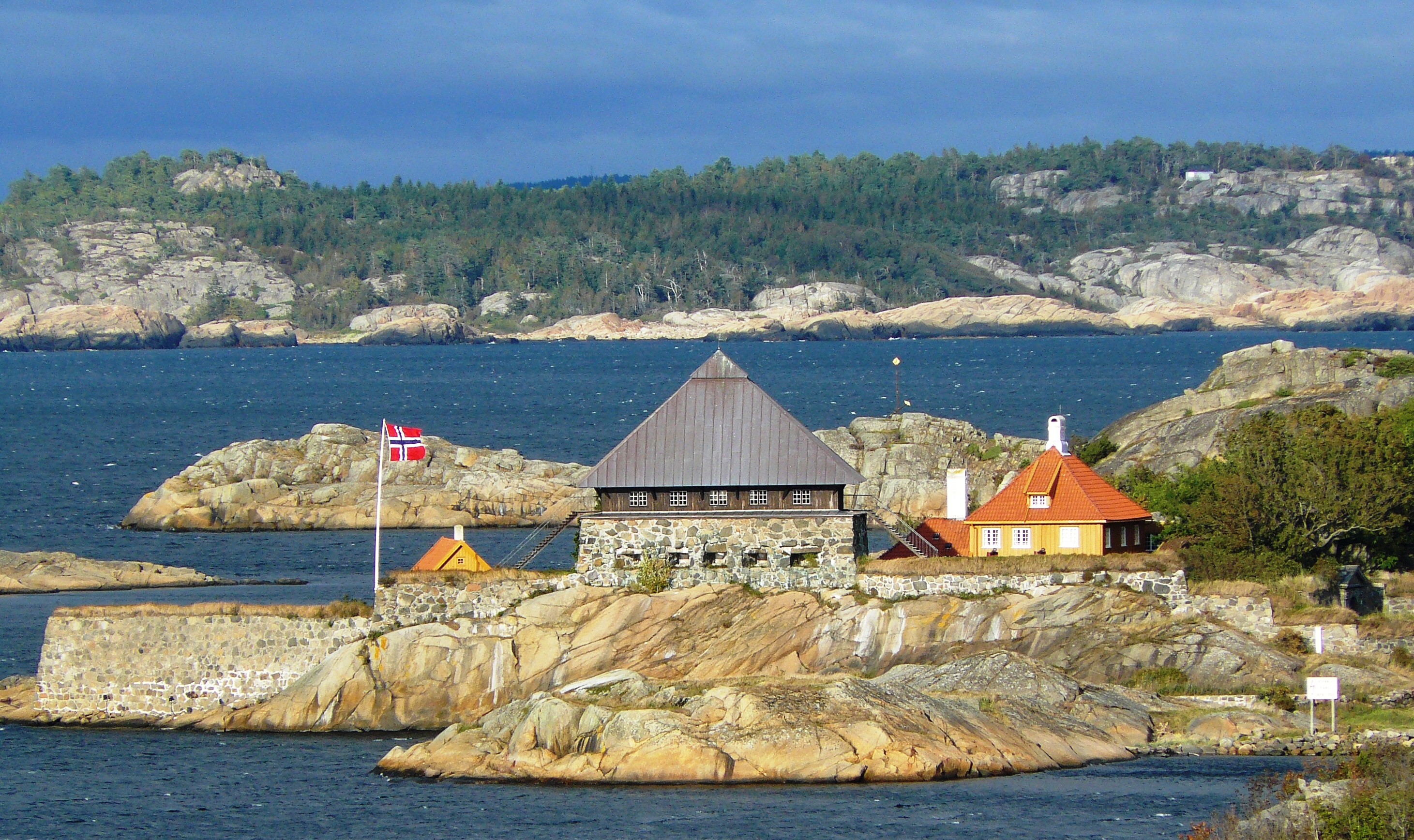

## توأمة
لفستفولد اتفاقيات توأمة مع:
- كاوناس (1991 - )[5]

## أعلام
- جورج إردمان
- آني سكاو بيرنتسين
- هارالد ذو الشعر الفاتح